# 奥赖
奥赖（法語：Oreye，法語發音：[ɔʁɛj]，荷蘭語發音：[ˈuːrlə] ⓘ）是比利时瓦隆大区列日省瓦雷姆區的一个市镇，北与弗拉芒大區林堡省接壤，通行法语，是比利时法语社群的一部分，人口3,912人（2018年1月1日）。